# 圣马丁萨罗卡
圣马丁萨罗卡（西班牙語：San Martín Sarroca），是西班牙加泰罗尼亚巴塞罗那省的一个市镇。总面积35.31平方公里，总人口3168人（2013年），人口密度90人/平方公里。